# کانیچی کوریتا
کانیچی کوریتا (انگلیسی: Kanichi Kurita; ۳ مارس ۱۹۵۸ – ) صداپیشه، و بازیگر اهل ژاپن بود. وی از سال ۱۹۸۴ میلادی تاکنون مشغول فعالیت بوده‌است.